# Acta Phytotaxonomica Sinica
Acta Phytotaxonomica Sinica (abreviado Acta Phytotax. Sin.) fue una revista ilustrada con descripciones botánicas que fue editada por la Academia China de las Ciencias. Se publicaron 45 números entre los años 1951-2007. Fue reemplazada por Journal of Systematics and Evolution.